# Pardinho & Pardal
Pardinho e Pardal foi uma dupla de cantores de Música sertaneja do Brasil, que esteve em atividade de 1978 a 1982.

## História
Pardinho cantou com Pardal (Gonçalo Gonçalves) enquanto seu parceiro Tião Carreiro cantava com Paraíso. Em 1978 gravaram o primeiro disco "O Menino da Tábua", no qual tinha a primeira música da trilogia de sucesso sobre um menino que só bebia água e leite em cima de uma tábua. As outras duas músicas da trilogia falam sobre seus milagres ("Os Milagres do Menino da Tábua" e "A Capela do Menino da Tábua"). No total foram gravados 7 discos pela dupla, incluindo "4 Azes", do qual também participam Tião Carreiro e Paraíso. Depois do último disco, "Mourão de Despedida", (e entre "4 Azes e "Mourão de Despedida") Pardinho voltou a cantar com Tião Carreiro, e posteriormente com João Mulato.
Gonçalo Gonçalves, o Gonçalo ou o Pardal, nasceu em Porto Feliz/SP, em 20 de março de 1937. Gonçalo teve vários parceiros. Com João Valente cantou por dez anos, de 1964 a 1974. Os dois gravaram um LP em 1971, com o nome ‘Os Reis do Bate Fundo’, ritmo musical desenvolvidos pelos dois mesmos. (Gonçalo já faleceu, mas João Valente reside em Curitiba/PR.)
Pardal faleceu em 10 de fevereiro de 1983

## Discografia[2]
- 1978 O Menino da Tábua - Pardinho e Pardal
- 1979 Os Milagres do Menino da Tábua - Pardinho e Pardal
- 1980 A Capela do Menino da Tábua - Pardinho e Pardal
- 1980 O Poder da Viola - Pardinho e Pardal
- 1981 Volume 5 - Pardinho e Pardal
- 1981 4 Azes - Tião Carreiro & Paraíso e Pardinho & Pardal
- 1982 Mourão da Despedida - Pardinho e Pardal